# Mylonchulus brachyuris
Mylonchulus brachyuris är en rundmaskart. Mylonchulus brachyuris ingår i släktet Mylonchulus, och familjen Mylonchulidae. Arten är reproducerande i Sverige.